# Nao (roman)
Pour les articles homonymes, voir Nao.
Nao est un roman de Romain Slocombe paru en 2004.

## Résumé
Plusieurs personnages se croisent, personnellement ou non, entremêlant leurs destins et créant une chaîne de liens a priori improbables.
Yasuo Miyawaki est un jeune employé d'imprimerie, mais aussi un tueur en série arrêté en juin 2004.
Nao Girard est une eurasienne, japonaise par sa mère et française par son père, qui se perd dans ses repères sociaux et culturels. Pour cela, elle voit un psychiatre.
Le docteur Laufenburg est un psychiatre qui a pour patiente Nao. Il lui a indiqué qu'il menait des recherches particulières dans le domaine de la sexualité, thème donc de toutes les consultations. Il ne lui a cependant pas dit que les séances étaient filmées et diffusées sur internet.
Le docteur N., psychiatre, reçoit comme patient le docteur Laufenburg, car celui-ci gère mal sa fixation sur sa patiente Nao.
Marc-Antoine Gaudemant est le petit ami peu attentif de Nao. Sa mère, madame Gaudemant, ne semble pas apprécier la relation de son fils avec une étrangère.
Fabrice Poincelet est un employé de banque et Nao est une de ses clientes, qui lui plaît beaucoup.
Tokihiko est un jeune japonais, très gros, qui sent mauvais et qui ne vit quasiment que par l'intermédiaire du net (où il a d'ailleurs découvert un site étrange diffusant des consultations médicales dans une langue qu'il ne comprend pas) : un véritable otaku. Il a pour ami Yasuo.
Yusuke Okada est le destinataire principal des courriers électroniques de Tokihiko, et récipiendaire de ses élucubrations sur le nazisme, sa médication et la masturbation.
Monsieur Préaux est un libraire à Paris, marié, père, dragueur impénitent, irrespectueux, qui a pour cliente Nao, qui lui plaît beaucoup.
Clélia est une voisine de Nao et Marc-Antoine, à qui celle-ci prodigue des cours de japonais basique. Clélia et Marc-Antoine – Nao va le découvrir – ne sont pas simplement voisins.
Nao retourne au Japon en mai 2004 et, par hasard, Yasuo la rencontre et reconnaît la femme des consultations découverte sur internet…

## Référence bibliographique
- Nao, éditions Presses universitaires de France (PUF), Paris, 2004, 210 pages,  (ISBN 2130538886)